# Suzanna Leigh
Suzanna Leigh, született Sandra Eileen Anne Smith (Reading, Berkshire, 1945. július 26. – Winter Garden, Florida, 2017. december 11.) angol színésznő.

## Filmjei

### Mozifilmek
- The Silken Affair (1956)
- Man from Tangier (1957)
- Hüvelyk Matyi (Tom Thumb) (1958)
- Oscar Wilde (1960)
- Bomb in the High Street (1963)
- The Pleasure Girls (1965)
- Boeing, Boeing! (Boeing, Boeing) (1965)
- Hawaii paradicsom (Paradise, Hawaiian Style) (1966)
- The Deadly Bees (1966)
- Deadlier Than the Male (1967)
- The Lost Continent (1968)
- Subterfuge (1968)
- Docteur Caraïbes (1969)
- Lust for a Vampire (1971)
- The Fiend (1972)
- Son of Dracula (1974)
- Grace of the Father (2015)

### Tv-filmek
- Trois étoiles en Touraine (1966)

### Tv-sorozatok
- It Happened Like This (1963, egy epizódban)
- The Sentimental Agent (1963, egy epizódban)
- Az angyal (The Saint) (1964, egy epizódban)
- The Wednesday Play (1966, egy epizódban)
- Journey to the Unknown (1968, egy epizódban)
- ITV Playhouse (1970, egy epizódban)
- Minden lében két kanál (The Persuaders!) (1971, egy epizódban)
- Docteur Caraïbes (1973, négy epizódban)
- The Chiffy Kids (1978, egy epizódban)